# Malovîdne, Kotelva
Malovîdne (în ucraineană Маловидне) este un sat în comuna Kovaleve din raionul Kotelva, regiunea Poltava, Ucraina.

## Demografie
Componența lingvistică a localității Malovîdne
     Ucraineană (100%)
Conform recensământului din 2001, toată populația localității Malovîdne era vorbitoare de ucraineană (100%).